# Paul Rose
Pour les articles homonymes, voir Paul Rose (homonymie) et Rose.
Paul Rose, né à Montréal le 16 octobre 1943 et mort dans la même ville le 14 mars 2013 , est un militant indépendantiste, politologue et syndicaliste québécois. Membre de la cellule de financement Chénier du Front de libération du Québec (FLQ), il a été condamné en mars 1971 à la prison à perpétuité pour le meurtre du vice-premier ministre du Québec, Pierre Laporte, durant la crise d'Octobre 1970. Même si le rapport Duchaîne (1980) indique qu'il n'était pas présent au moment des faits, Paul Rose, au même titre que les autres membres de la cellule Chénier, assumera toujours une « responsabilité collective » dans la mort de Laporte à titre de participant à une infraction.
Après avoir obtenu sa libération conditionnelle à la fin de l'année 1982, il s'implique à la Confédération des syndicats nationaux (CSN), tient une chronique dans le mensuel de gauche L'Aut'Journal et devient une éminente figure du Parti de la démocratie socialiste (PDS). Il est le frère d'un autre membre du FLQ, Jacques Rose, fils de la militante Rose Rose et père du réalisateur Félix Rose. En 2020, à l'occasion des 50 ans de la crise d'Octobre, ce dernier en fait l'un des principaux protagonistes de son documentaire Les Rose, qui retrace le parcours familial.

## Biographie

### Enfance et formation
Paul Rose naît le 16 octobre 1943 dans le quartier Saint-Henri, à Montréal. Il passe son enfance à Ville-Émard. Aîné d'une modeste famille ouvrière qui compte cinq enfants (Paul, Lise, Jacques, Suzanne et Claire), il est le fils de Rose Doré (1914-1981), ouvrière de l'Imperial Tobacco, et de Jean-Paul Rose (1917-1980), journalier à la Redpath Sugar de Pointe-Saint-Charles. Afin de joindre les deux bouts, sa mère est également couturière à domicile. Alors que le jeune Paul a huit ans, la famille déménage dans la municipalité de Jacques-Cartier, un quasi-bidonville aujourd’hui annexé à Longueuil.
Les années à Jacques-Cartier sont compliquées pour les Rose, qui font face à des conditions de vie difficiles: la maison ne compte pas de fondations, les murs ne sont pas isolés et le système d'aqueduc n'est même pas encore mis en place. Alors que son mari se rend au travail en bicyclette, Rose Rose est employée comme serveuse afin de soutenir l'économie familiale. Paul Rose met également la main à la pâte, puisqu'il travaille l'été comme équeuteur de fraises à Longueuil. Ce premier emploi marque également le début d'un certain éveil militant: alors qu'il n'a que 12 ans, il organise une grève avec ses camarades afin d'augmenter le taux payé par casseau de fraises. Le jeune Paul, qui adore l'école, s'intéresse déjà au monde qui l'entoure et commence à se forger une conscience politique. Très jeune, il lit notamment Les Anciens Canadiens, de Philippe Aubert de Gaspé, un livre qui l'aurait éveillé à «l'oppression historique de son peuple». À 13 ans, alors qu'il faisait du travail de menuiserie, un clou projeté en l'air lui crève l'œil gauche: cet évènement marquera l'apparence de son visage toute sa vie. Un peu plus tard, parallèlement à ses études secondaires, il travaille comme plongeur, manœuvre et homme de ménage dans un hôtel montréalais. Après ses études secondaires, Paul Rose s'inscrit en humanités modernes au Collège Sainte-Marie. Afin de payer ses études, il travaille comme débardeur au port de Montréal et comme  bell boy et garçon d'ascenseur dans un hôtel. À partir de 1966, il enseigne les mathématiques et le français tout en poursuivant ses études. Il occupe par la suite un poste de «professeur en enfance inadaptée» auprès d'enfants handicapés à l'école Gérard-Filion, à Longueuil. Il perd cet emploi après avoir protesté, auprès de la commission scolaire, contre les conditions d'apprentissage précaires des enfants (ils sont notamment logés dans un vieux baraquement en contreplaqué qu'ils surnomment «le poulailler»). En 1968, il obtient son baccalauréat en sciences politiques.

### Débuts d'un engagement militant

#### Le Lundi de la matraque et le RIN
Dans les années 1960, en pleine Révolution tranquille, Paul Rose s'intéresse de près à la situation politique du Québec et participe à plusieurs manifestations. La plus importante dans son parcours est sans doute le Lundi de la matraque, une émeute qui éclate à Montréal durant le défilé de la Saint-Jean-Baptiste, la veille d'une élection fédérale, le 24 juin 1968. Après avoir été matraqué par les policiers, il est arrêté ce jour-là et rencontre, dans le fourgon de police, Jacques Lanctôt, qui milite alors dans plusieurs regroupements de gauche et a déjà participé à des actions du Front de libération du Québec (FLQ) pour lesquelles il a d'ailleurs été emprisonné.
La même année, Rose et Lanctôt publient Le lundi de la matraque, un recueil qui contient des témoignages de victimes de brutalité policière lors du défilé de la Saint-Jean-Baptiste. Ce projet donne l'occasion à Paul Rose de rencontrer Pierre Bourgault, le chef du Rassemblement pour l'indépendance nationale (RIN), Robert Lemieux, avocat et militant, Michel Viger, militant indépendantiste, ou encore Gérald Godin, éditeur, poète et futur député du Parti québécois (PQ). Toujours en 1968, Paul Rose et Jacques Lanctôt participent également à Taire des hommes, un court documentaire faisant le récit des évènements du Lundi de la matraque (réalisé par Pierre Harel et Pascal Gélinas).
Résolument nationaliste, Paul Rose commence à s'impliquer au RIN à l'été 1968, juste avant que l'organisme ne se dissolve pour rejoindre le Parti québécois. Le PQ, nouvellement formé, ne suscite pas beaucoup d'enthousiasme pour Rose, qui considère le parti comme «trop large, trop loin de la rue, trop centré sur les élections». Au RIN, il rencontre plusieurs militants indépendantistes dont Francis Simard, qui est alors le secrétaire du parti dans le comté de Taillon et futur membre de la cellule Chénier du FLQ. À la fin des années 1960, Rose étudie en sciences économiques et s'implique au sein de multiples causes nationalistes et progressistes, notamment lorsqu'il participe a la campagne contre le projet de loi 63, milite pour la francisation de l'Université McGill et participe aux manifestations du Mouvement de libération du taxi.

#### La Maison du pêcheur
En 1969, il fait partie d'un groupe de militants indépendantistes et révolutionnaires (notamment son frère Jacques et Francis Simard) qui ouvre, à Percé (Gaspésie), la Maison du pêcheur, une auberge populaire qui offre gîte et nourriture gratuite aux jeunes sans argent. Il s'agit de la première auberge de jeunesse populaire au Québec et, surtout, d'un important lieu d'échange intellectuel et d'animation politique. La Maison du pêcheur est particulièrement populaire auprès de la jeunesse militante et attire même des artistes comme Robert Charlebois, Gaston Miron, Claude Dubois et Paul Chamberland.
Malgré une certaine proximité avec les locaux, notamment les pêcheurs (pour qui on revendique de meilleures conditions), les jeunes militants doivent faire face à l'hostilité des commerçants et des autorités municipales durant tout l'été. Le maire de Percé considère alors que la Maison du pêcheur «attire les pouilleux et encourage la débauche», mais n'est pas prêt à agir pour autant. Un mouvement d'opposants s'organise autour du chef des pompiers de Percé et de quelques commerçants influents et un groupe d'une vingtaine de personnes s'attaque à la Maison du pêcheur, défonçant la porte d'entrée à coups de hache, et expulse violemment la cinquantaine de jeunes qui s'y trouvent en utilisant des boyaux d'incendie. La Sûreté du Québec intervient pour mettre fin à ce saccage et procède à l'arrestation de Paul Rose.
Fait étonnant, derrière les barreaux, Paul Rose rencontre le célèbre braqueur de banque français Jacques Mesrine, alors incarcéré pour un vol de bijoux. Ce dernier mentionne cette rencontre dans son autobiographie, L'instinct de mort.  À leur sortie de prison, les jeunes militants ne lâchent pas l'affaire et s'emparent d'un poste de radio local à travers lequel ils revendiquent, en ondes, « la Gaspésie aux pêcheurs » et la « Gaspésie libre ». Paul Rose poursuit également les policiers pour «assaut grave et ivresse», ce qui force leur chef à démissionner et à rentrer à Montréal. Face aux médias, ils résument leurs positions, estimant que la Gaspésie doit «appartenir aux Gaspésiens, aux pêcheurs, aux gens du peuple» et pas aux «riches touristes américains de passage». Cet épisode met pour la première fois Paul Rose sous les projecteurs, alors qu'il est un leader du mouvement et que l'attention médiatique du Québec se tourne vers Percé. Face à l'hostilité des autorités locales, les militants finissent toutefois par rentrer à Montréal à l'automne 1969, accompagnés par Bernard Lortie, militant gaspésien et futur membre de la cellule Chénier. Un film sur ces évènements, La Maison du pêcheur, a été tourné à Percé en 2012. Très apprécié par le public, particulièrement les jeunes, le film reçoit quelques critiques acerbes de la part de certains chroniqueurs de quotidiens montréalais.

### Le FLQ

#### Un retour mouvementé
À leur retour à Montréal, Paul Rose et ses camarades sont confrontés à un contexte sociopolitique en ébullition. L'automne de 1969 est en effet marqué par de multiples grèves et manifestations nationalistes qui débouchent souvent sur de violents affrontements entre militants et policiers. Face au climat explosif qui règne au sein de la métropole, le maire Jean Drapeau met en place une série de mesures ayant pour objectif de neutraliser la contestation: descentes de police dans les locaux de groupes citoyens, infiltration de groupes militants, arrestations et saisies de documents, etc.. La plus radicale des mesures est sans doute la suspension en bonne et due forme du droit de manifester. Pour le groupe de jeunes militants fraîchement arrivés de Percé, bien que cette décision fut perçue comme une véritable «déclaration de guerre», la volonté de radicaliser leurs moyens d'action ne survient pas immédiatement. Ils considèrent toutefois que les moyens démocratiques ont atteint leurs limites et envisagent peu à peu de nouvelles méthodes, comme l'explique Paul Rose:

« Notre but principal était de politiser la population en répandant les informations qui ne passaient plus à travers les canaux officiels. Notre but n'a jamais été de renverser le gouvernement. Comment une poignée de personnes auraient-elles pu prendre le pouvoir? Nous voulions accélérer le processus de changement en amenant les gens à le désirer. Quand notre arme principale, la manifestation, nous a été interdite, il a fallu que nous envisagions d'autres moyens. Les stratégies violentes des groupes précédents du FLQ - bombes, dynamite - ne nous intéressaient pas. Elles avaient atteint leur but au début des années soixante mais nous n'en voulions plus. De telles actions, surtout lorsqu'elles font d'innocentes victimes, ne peuvent qu'aliéner ceux que l'on veut atteindre. Nous ne nous considérions pas comme des terroristes et nous ne nous identifions pas avec des groupes terroristes. »

#### Un nouveau réseau du FLQ
C'est durant ce bouillant automne 1969 que Paul Rose et Jacques Lanctôt mettent en place un nouveau réseau du FLQ constitué d'une douzaine de personnes. Ces dernières, puisqu'elles étaient regroupées autour de l'un ou l'autre des deux hommes, finirent par former deux cellules distinctes. Celle de Rose, composée notamment de son frère Jacques et de Francis Simard, est alors connue sous le nom de «Gang de la Rive-Sud» et se concentre principalement sur le financement ainsi que la diffusion et l'organisation des informations. Jacques Lanctôt, qui a fréquenté des groupes radicaux très jeune, notamment les premières cellules du FLQ avec qui il a posé des bombes, et qui est admiratif de figures révolutionnaires comme Fidel Castro et les Tupamaros (mouvement politique uruguayen d'extrême gauche), était quant à lui plutôt pressé de passer à l'action. Ces divergences quant aux méthodes d'action éloignent les deux hommes et, du même coup, les deux nouvelles cellules du FLQ. L'historien Louis Fournier, qui réfère aux deux groupes sous le nom «Lanctôt-Rose», les inscrit dans la filiation des groupes Vallières-Gagnon et Geoffroy, de par le fait qu'ils sont à la fois indépendantistes et socialistes.Le groupe de Paul Rose, en plus de Jacques Rose (22 ans), mécanicien aux ateliers des chemins de fer nationaux (CN) et de Francis Simard (22 ans), militant ayant travaillé comme apprenti électricien au CN, est également constitué d'Yves Langlois (22 ans), un sténographe de la Cour supérieure du Québec et spécialiste en faux papiers, Lise Balcer (21 ans), étudiante et militante (et arrière-petite-fille du premier ministre Honoré Mercier), Claude Morency (20 ans), un journalier, et Bernard «Ben» Lortie (18 ans), le jeune gaspésien rencontré à la Maison du pêcheur.
Plus tard, Yves Langlois rejoindra la cellule de Jacques Lanctôt (Libération), Lise Balcer décidera de quitter l'organisation avant les enlèvements (elle retourne alors en Gaspésie) et Claude Morency sera arrêté avant de pouvoir s'impliquer au sein de la cellule menée par Paul Rose (Chénier). Initialement, ce «groupe de Longueuil» se rencontre chez les Rose afin de discuter des stratégies à mettre en place. En vue d'éventuelles actions, la cellule de Paul Rose met sur pied un système de financement basé sur des fraudes aux dépens de l'American Express, des braquages (qu'ils appellent parfois des «réquisitions») et d'autres escroqueries. Cet argent leur permet d'acheter des véhicules, des maisons et éventuellement des armes.

#### Des opérations déjà compromises
L'argent accumulé permet notamment d'acheter une maison située sur le boulevard Roland-Therrien, à Longueuil, une ferme à Sainte-Anne-de-la-Rochelle, en Estrie, et, éventuellement, de louer une maison sur la rue Armstrong , à Saint-Hubert (c'est Paul Rose qui s'en charge, sous un faux nom, avec Lise Balcer). Achetée par l'entremise d'Yvon Tremblay, un militant péquiste qui dirige notamment le Comité des Patriotes, la ferme doit alors servir de repaire, de base d'entraînement et, potentiellement, de «prison du peuple» prête à accueillir des otages (ils s'inspirent des méthodes des Tupamaros). La maison de Longueuil abrite quant à elle des militants et des sympathisants du FLQ (dont certains se sont rencontrés à Percé) et a été acquise par l'entremise de Jean Prieur, militant indépendantiste et beau-frère d'Yvon Tremblay. Bien que Prieur ait la réputation d'un «brillant escroc», notamment parce qu'il a été congédié pour fraude alors qu'il était policier et qu'il entretient des liens avec la petite pègre de Longueuil, Paul Rose lui fait confiance car il lui a rendu de nombreux services.
Quant à lui, le groupe de Jacques Lanctôt dresse une liste de diplomates en poste à Montréal, notant leurs déplacements, afin de planifier un éventuel enlèvement politique. Lanctôt loue un logement sur la rue Saint-André, à Montréal, dans lequel logent deux membres de la cellule nouvellement recrutés : Louise Lanctôt (22 ans), la sœur de Jacques, et Jacques Cossette-Trudel (22 ans), militant syndicaliste et membre de la section québécoise du Nouveau Parti démocratique (NPD).
Malgré les efforts de planification et les précautions prises par les jeunes militants, les opérations sont rapidement compromises. D'abord, le 26 février 1970, Jacques Lanctôt est arrêté en possession d'une carabine à canon tronçonné et comparaît pour possession d'arme illégale, avant d'être relâché sous caution. En poursuivant leur enquête, les policiers le soupçonnent d'être impliqué dans un complot visant à enlever le consul israélien à Montréal, Moshe Golan. Un mandat d'arrêt est émis à l'endroit de Lanctôt, qui entre dès lors dans la clandestinité. Il contacte alors le groupe de Paul Rose, qui l'aide à se réfugier à la ferme de Sainte-Anne-de-la-Rochelle.
Le 18 mars, après un vol à l'étalage, la police procède à des arrestations et des perquisitions à l'endroit d'étudiants du Cégep du Vieux-Montréal et de l'Université du Québec à Montréal (UQÀM) qui gravitent autour des activités du FLQ. L'un d'entre eux, Jean-Marc Lafrenière (la «source 945-168»), sera, sous la menace, l'un des principaux informateurs de la police de Montréal durant les évènements d'Octobre. Bien que notable, cet incident n'aura toutefois pas de répercussions immédiates sur les groupes de Rose et Lanctôt.
Alors que des bombes du FLQ explosent durant tout l'été, car d'autres cellules sont actives (dont celles de Robert Hudon et de Pierre-Louis Bourret), la police frappe encore plus fort. Le 21 juin, alors que le groupe de Lanctôt a pour objectif d'enlever Harrison W. Burgess, consul des États-Unis à Montréal, les policiers procèdent à l'arrestation de François Lanctôt (le frère de Jacques), Claude Morency, André Roy, militant et meilleur ami de Jacques Lanctôt, ainsi que sa conjointe Nicole Boileau dans un chalet à Prévost (près de Saint-Jérôme). Dans ses poches, Claude Morency a l'itinéraire menant à la ferme du FLQ, à Sainte-Anne-de-la-Rochelle.
Le lendemain de la descente à Prévost, la Sureté du Québec (SQ) perquisitionne cette base du FLQ en Estrie. Malgré le fait que plusieurs militants du réseau Lanctôt-Rose s'y trouvent, ils s'identifient sous de faux noms et la police ne procède à aucune arrestation. Paul Rose, Jacques Lanctôt, Jacques Rose et Lise Balcer, cachés dans un grenier, leur passent sous le nez. Même s'ils évitent le pire, les militants felquistes savent alors que la ferme de Sainte-Anne-de-la-Rochelle est désormais compromise. Ne formant plus qu'une seule unité, ils mèneront désormais leurs opérations à partir de la maison sur la rue Armstrong, à Saint-Hubert. Pendant ce temps, François Lanctôt, André Roy et Claude Morency sont traduits en cour sous 44 chefs d'accusation, notamment pour conspiration visant à enlever le consul américain, et demeurent emprisonnés.

### La crise d'Octobre

#### La mise en place des cellules
À la fin de l'été 1970, les évènements s'accélèrent. Après avoir pris le temps de se relever du coup dur subi en juin, les militants felquistes sont de plus en plus résolus à passer à l'action. Ils se réunissent à la maison de la rue Armstrong et, après avoir dressé le bilan des opérations et du contexte politique, se penchent sur les dossiers de divers diplomates susceptibles d'être enlevés. Alors que les débats durent toute la nuit, d'importantes divergences font surface. En effet, alors que Jacques Lanctôt, qui vit clandestinement depuis mars et dont le frère François est emprisonné, veut rapidement passer à l'action, Paul Rose est plutôt attentiste, estimant que les moyens logistiques à leur disposition ne peuvent pas soutenir une opération d'envergure.
Les 9 militants passent donc au vote: les partisans du passage à l'acte l'emporte par 5 voix contre 4. Ces divergences sont à l'origine de la séparation du groupe en deux cellules distinctes: la «cellule Libération», menée par Jacques Lanctôt et la «cellule de financement Chénier» menée par Paul Rose.
Pendant que la cellule Libération se prépare à passer à l'acte, la cellule Chénier s'attèle à munir l'organisation des moyens nécessaires à ses ambitions. Pour ce faire, le 24 septembre 1970, Paul Rose, son frère Jacques, sa mère Rose, sa sœur Claire ainsi que Francis Simard partent aux États-Unis afin d'amasser de l'argent par le biais de fraudes et tentent sans succès de se procurer des armes au Texas. Rose et Claire Rose, qui ne sont pas au fait des opérations en cours, leur servent de couverture.

#### L'enlèvement de James Richard Cross: le déclenchement de la crise
Le 5 octobre 1970, vers 8h20, la cellule Libération enlève le diplomate britannique James Richard Cross à son domicile d'Outremont, à Montréal. Le groupe de Lanctôt a hésité jusqu'à la dernière minute entre John Topping, nouveau consul des États-Unis à Montréal, et Cross, attaché commercial du Haut-Commissariat de la Grande-Bretagne. Les deux hommes habitent sur la rue Redpath-Crescent, dans un secteur chic situé au flanc du Mont-Royal. La cellule Libération, qui avait sondé à quelques reprises le quartier en vue d'un enlèvement, décide finalement de kidnapper Cross. La cellule felquiste va le séquestrer à son repaire de la rue des Récollets, où il sera pris en otage durant 59 jours.
Sans surprise, la nouvelle du kidnapping se répand rapidement dans l'espace médiatique. Très vite, l'attention de tout le pays se porte sur cet enlèvement politique, le premier du genre à survenir en Amérique du Nord. Le matin de l'enlèvement, la cellule Libération avise les stations de radio CKAC, CKLM, et l'hebdomadaire Québec-Presse qu'un message leur étant destiné a été déposé au pavillon de l'UQÀM au parc Lafontaine. C'est finalement la police qui met la main sur la missive felquiste.
À 16 heures, Jérôme Choquette, ministre provincial de la Justice, ne lit pas le communiqué du FLQ mais informe le public des revendications felquistes: la diffusion de leur manifeste, la libération de 23 prisonniers politiques (la liste sera rendue publique le lendemain), un avion pour leur transport à Cuba ou en Algérie, la réembauche des employés de Lapalme (450 employés de cette compagnie, sous-traitante de la Société des postes, venaient d'être renvoyés), l'imposition d'une «taxe volontaire» de 500 000$ à mettre à bord de l'avion et le nom du délateur qui aurait dénoncé les felquistes arrêtés à Prévost quelques mois plus tôt. Choquette omet toutefois de mentionner une septième demande, à savoir l'absence de fouilles policières destinées à retrouver Cross.
L'enquête est immédiatement confiée à la Section antiterroriste (SAT), qui collabore avec la Gendarmerie royale du Canada (GRC) et la Sureté du Québec (SQ), sous le parapluie de l'escouade conjointe antiterroriste (CATS). Au niveau politique, des réunions d'urgence sont convoquées aux cabinets provincial et fédéral des premiers ministres Robert Bourassa et Pierre Elliott Trudeau. Ottawa, qui mène le bal, décide d'adopter une ligne dure: on veut négocier simplement pour gagner du temps et obtenir la libération de Cross en faisant le moins de concessions possibles. Le 6 octobre, le lendemain de l'enlèvement, le FLQ émet un communiqué, lu sur les ondes de CKAC, où il donne 24h aux autorités pour satisfaire ses revendications. En cas de refus, la cellule Libération menace d'exécuter le diplomate britannique.

#### L'enlèvement de Pierre Laporte
Le 7 octobre, l'ultimatum de la cellule Libération arrive à échéance et le ministre Jérôme Choquette annonce vouloir négocier avec le FLQ. À travers CKLM, les felquistes annoncent accorder aux autorités un nouveau délai de 24h à condition que le manifeste qu'ils ont rédigé soit diffusé. À 22h30, à la surprise générale, le manifeste est lu sur les ondes de CKAC. Le lendemain, il sera lu par le journaliste Gaétan Montreuil sur les ondes de Radio-Canada. Les felquistes y dressent notamment le portrait d'un Québec colonisé, écrasé par un capitalisme sauvage et bloqué dans ses aspirations démocratiques.
Lorsque le manifeste est lu sur les ondes de CKAC, le 7 octobre, les membres de la cellule Chénier sont près d'Albany, dans l'État de New-York. Ils s'arrêtent au bord de la route pour l'écouter, eux qui ont appris la nouvelle de l'enlèvement de James Cross quelques jours plus tôt, alors qu'ils étaient de passage au Texas. Déterminés à effectuer un nouveau kidnapping si les autorités ne cèdent pas aux revendications de la cellule Libération, ils décident de rentrer au Québec.C'est le 8 octobre que la cellule de financement Chénier arrive sur la Rive-Sud. Dans un motel du boulevard Taschereau, les frères Rose et Francis Simard se réunissent afin d'identifier une deuxième personnalité à enlever. Ils se penchent d'abord sur l'idée de kidnapper James H. Decou, diplomate américain qui loge alors à l'Île-des-Sœurs, mais se rétractent, jugeant les risques trop élevés. Ils envisagent donc plutôt de cibler Pierre Laporte, numéro deux du gouvernement Bourassa, ministre de l'Immigration, ministre du Travail et de la Main-d'œuvre et vice premier-ministre du Québec. Outre le fait d'être une figure importante du gouvernement, Laporte est une cible de choix car il a le malheur d'habiter à Saint-Lambert, non-loin de la maison de la rue Armstrong. Le lendemain du conciliabule, Francis Simard va discrètement vérifier si la résidence de Laporte est sous surveillance policière: elle ne l'est pas.
Le 10 octobre, alors qu'Ottawa maintient la ligne dure malgré les multiples ultimatums de la cellule Libération, la cellule Chénier enlève Pierre Laporte devant chez lui, vers 18h18. Déguisés et armés de carabines, Paul Rose, Jacques Rose, Francis Simard et Bernard Lortie forcent le vice-premier ministre à monter à bord de leur Chevrolet, lui bandent les yeux et partent en trombe vers la rue Armstrong. Le neveu de Laporte arrive à noter le numéro de la plaque d'immatriculation, 9J-2420, ce qui permet aux autorités d'identifier Paul Rose comme propriétaire du véhicule. L'alerte est donnée à peine 2 minutes après l'enlèvement et les ravisseurs, qui croisent une auto-patrouille, réussissent à s'enfuir juste avant que les barrages routiers soient mis en place. Arrivés à leur repaire de Saint-Hubert, les felquistes séquestrent Laporte et rédigent un communiqué à l'attention des médias et une lettre à l'épouse du vice-premier ministre. Dans le communiqué, rédigé par Paul Rose et diffusé par CKAC, les felquistes mettent la pression sur les autorités: 

« Face à l'entêtement des autorités en place à ne pas obtempérer aux exigences du FLQ et conformément au plan 3 préalablement établi en prévision d'un tel refus, la cellule de financement Chénier vient d'enlever le ministre du Chômage et de l'Assimilation des Québécois, Pierre Laporte. Le ministre sera exécuté dimanche soir à 22 heures si d'ici là les autorités en place n'ont pas répondu favorablement aux sept demandes émises à la suite de l'enlèvement de M. James Cross. Toute acceptation partielle sera considérée comme un refus. Entre-temps, la cellule Libération fera connaître les modalités techniques de l'ensemble de l'opération. Nous vaincrons, FLQ. »

#### L'escalade et la mort du vice-premier ministre
Après avoir déposé le communiqué, Paul Rose se rend chez son amie Louise Verreault, sur la rue Saint-Denis, afin de tenter d'entrer en contact avec la cellule Libération. Ce sera fait trois jours plus tard, lors d'une rencontre avec Jacques Cossette-Trudel. L'enlèvement de Pierre Laporte, une éminente figure du gouvernement provincial, provoque une «stupeur proche de la panique» au sein de l'appareil gouvernemental et crédibilise davantage le FLQ, donnant l'image d'une organisation puissante qui peut frapper quand elle l'entend. De plus, le lendemain, une lettre désespérée de Pierre Laporte à Robert Bourassa souligne toute l'urgence de la situation et ébranle le cabinet provincial. Malgré cela, Bourassa maintient des positions très ambigües quant aux négociations, alors qu'il semble instrumentaliser le processus pour gagner du temps. Le 12 octobre, la cellule Libération désigne l'avocat Robert Lemieux comme représentant pour de potentielles discussions avec les autorités. Petit bémol: Lemieux est emprisonné depuis la veille, à la suite d'un mandat d'entrave à la justice qui n'aura pas suite. C'est donc en prison que l'avocat libéral Robert Demers le rencontre. Pendant que le Parti québécois de René Lévesque lance des appels à la négociation, Ottawa, menée par un Pierre Elliott Trudeau extrêmement déterminé, ne reste pas perturbée très longtemps. En pourparlers, les gouvernements fédéral et provincial envisagent sérieusement de promulguer la Loi sur les mesures de guerre depuis l'enlèvement de Pierre Laporte. Alors que les militaires canadiens travaillent en étroite collaboration avec la Sureté du Québec, , le 13 octobre, Pierre Elliott Trudeau déclare «Just watch!» à un journaliste qui lui demande jusqu'où il serait prêt à aller pour maintenir l'ordre.
La même journée, Paul Rose doit rencontrer Jacques Cossette-Trudel chez Louise Verreault, à Longueuil, afin de se coordonner avec la cellule Libération. Il est alors pris en filature par deux agents de la Sureté du Québec et se réfugie chez une famille indépendantiste, les Venne (à ville Jacques-Cartier), afin d'échapper aux forces de l'ordre. Après s'être tuméfié le visage à l'aide d'une brique afin de ne pas être reconnu, il rejoint Cossette-Trudel chez Verrault.
Les deux hommes, issus des deux cellules du FLQ, s'entendent alors sur un communiqué où on renouvellerait le mandat de Robert Lemieux comme représentant et indiquerait attendre un rapport de l'avocat avant d'annoncer un nouveau délai. On convient également que les communiqués seraient dorénavant émis par la cellule Libération, au nom des deux cellules: on espère alors que le refus de communiquer de la cellule Chénier force le gouvernement à négocier. Quant au sort des otages, on décide que James Cross ne serait pas exécuté, car on juge qu'il n'est pas «directement responsable», mais qu'il serait détenu comme «prisonnier politique permanent». En ce qui a trait à Pierre Laporte, il n'est pas question d'exécution mais il est convenu que la cellule Chénier conserve l'initiative de décider de son sort. Après la rencontre, Rose, se sachant suivi, décide de rester chez Verreault: il ne retournera donc plus à la maison de la rue Armstrong, où Pierre Laporte est encore séquestré.
Dans la nuit du 15 au 16 octobre, alors que les négociations entre Lemieux et les autorités ne donnent rien, le gouvernement du Québec obtient d'Ottawa l'application de certaines dispositions de la Loi sur les mesures de guerre, qui suspend la Déclaration canadienne des droits. Dans les jours qui suivent, alors que l'armée est déployée sur le territoire, 497 personnes issues de divers horizons de la société civile (militants, journalistes, artistes, etc.) sont arrêtées arbitrairement par les autorités, qui peuvent procéder à des arrestations et des perquisitions sans mandat, en plus de pouvoir imposer des détentions de 21 jours sans justifications,.
Les policiers débarquent sans surprise chez les Rose, menaçant notamment Rose Rose avec un fusil afin d'obtenir des informations sur ses fils. La mère de famille et ses filles, Lise et Suzanne, seront détenues plusieurs jours, subissant les interrogatoires serrés des policiers. La plus jeune, Claire (11 ans), est laissée seule au domicile familial. Parmi les autres détenus notables, on compte notamment la chanteuse Pauline Julien, son mari Gérald Godin, le poète Gaston Miron ou encore le syndicaliste Michel Chartrand.
Les cellules du FLQ, n'ayant pas prévu que les autorités iraient aussi loin, sont ébranlées par la promulgation de la Loi sur les mesures de guerre. Le groupe de Lanctôt, qui n'a plus de contacts avec la cellule Chénier mais qui est désormais seul responsable des communiqués, émet un message annonçant que «la sentence de mort de James Cross est indéfiniment suspendue». Ce faisant, Lanctôt espère que la cellule Chénier adopte la même position concernant Laporte, alors que le communiqué annonce que «la cellule Chénier étudie présentement son cas et fera connaître sa décision sous peu». La missive est toutefois interceptée par la police et n'est jamais rendue publique.
Le 16 octobre, à la maison de la rue Armstrong, la situation dégénère en fin d'après-midi lorsque Pierre Laporte, dans un geste désespéré, se défenestre après avoir réussi à défaire ses menottes. Grièvement blessé, notamment aux poignets, il est récupéré par Jacques Rose, Francis Simard et Bernard Lortie, qui tentent de panser ses blessures. Le soir même, Lortie rejoint Paul Rose chez Louise Verreault et lui fait part de la situation. Ce dernier, après avoir téléphoné à son frère, quitte pour un appartement du chemin de la Queen-Mary où il logera pendant trois semaines (les autres membres de la cellule le rejoignent plus tard).
Le lendemain, le 17 octobre 1970, le corps de Pierre Laporte est retrouvé dans le coffre d'une voiture, à Saint-Hubert, près d'une base des Forces armées canadiennes. Les circonstances de sa mort ne sont pas encore complètement élucidées aujourd'hui. Selon les sources les plus importantes, notamment le rapport Duchaîne (1980), le vice-premier ministre serait mort étranglé, alors que Jacques Rose et Francis Simard tentaient de le maîtriser pendant qu'il était en proie à une crise de panique,. Malgré le caractère non-prémédité du geste, les membres de la cellule Chénier en assumeront collectivement la responsabilité et le présenteront comme une exécution politique. Le communiqué qu'ils rendent public après la mort de Laporte en témoigne:   

« Face à l'arrogance du gouvernement fédéral et de son valet Bourassa, face à leur mauvaise foi évidente, le FLQ a donc décidé de passer aux actes. Pierre Laporte, ministre du Chômage et de l'Assimilation, a été exécuté à 6h18, ce soir, par la cellule Dieppe (Royal 22e). Vous trouverez le corps dans le coffre de la Chevrolet verte (9J2420) à la base de Saint-Hubert. Nous vaincrons. 
FLQ
P.S. Les exploiteurs du peuple québécois n'ont qu'à bien se tenir. »

#### La traque et l'arrestation
La mort de Pierre Laporte est non-seulement l'évènement le plus tragique de la crise d'Octobre, mais également un tournant majeur dans les perceptions des enjeux à l'époque. L'opinion publique, initialement très critique des mesures drastiques employées par les autorités, est horrifiée par le geste des felquistes et bascule rapidement du côté de la loi et l'ordre. Bourassa, Trudeau et Drapeau pourfendent la «bande d'assassins» du FLQ, le président américain Richard Nixon condamne leur geste et même René Lévesque qualifie d'«êtres inhumains» les responsables de la mort de Laporte. Ce dernier aura droit à des funérailles nationales.
Pendant ce temps, les autorités sont toujours à la recherche de James Cross et des membres du FLQ. Le lendemain de la mort de Pierre Laporte, le 18 octobre, on diffuse les photos de Paul Rose et Marc Carbonneau à la télévision. Alors que la photo de Jacques Lanctôt avait déjà été rendue publique, des mandats d'arrestations sont émis contre Jacques Rose, Francis Simard et Bernard Lortie, dont on dévoile publiquement l'identité le 23 octobre.
Le 19 octobre, grâce à l'appel d'une voisine, la police découvre la maison du 5630 rue Armstrong. Après la mort de Laporte, les autorités ne négocieront plus avec la cellule Libération, misant tout sur les opérations de recherche. La cellule Chénier est alors dans son repaire du chemin Queen-Mary . Le 25 octobre Paul Rose émet un communiqué au nom des cellules Chénier, Libération et Dieppe, une cellule qu'il a inventé pour annoncer l'«exécution» de Pierre Laporte. Interdit de diffusion par le ministre Choquette, la missive commente les récentes élections municipales et pourfend une «démocratie truquée». Le 6 novembre, grâce à une adresse découverte au repaire de Saint-Hubert, la police perquisitionne l'appartement de la rue Queen-Mary. Bernard Lortie est arrêté sur place. Les frères Rose et Francis Simard, dissimulés dans une cachette aménagée dans un garde robe, passent sous le nez des policiers. Après avoir passé 24h dans sa cache, le trio fuit en taxi chez Denise Quesnel, une membre du réseau de soutien du FLQ. Celle-ci téléphone à son ami, Claude Larivière, qui aide, le 9 novembre, les fugitifs à s'enfuir en campagne. Avec l'assistance d'Yves Roy, un camarade de Larivière, la cellule Chénier affaiblie trouve refuge dans une grange abandonnée du village de Saint-Bonaventure. Disposant d'un stock de nourriture pouvant durer une semaine, de sacs de couchage et de bottes de paille, le trio reste tapi dans le froid automnal.
Le 24 novembre, en pleine tempête de neige, les frères Rose et Francis Simard trouvent refuge à Saint-Luc, sur la Rive-Sud, dans la maison de Michel Viger, un sympathisant du FLQ. Le 3 décembre, sur la rue des Récollets, les membres de la cellule Libération, après avoir été repérés par les autorités, acceptent un sauf-conduit pour Cuba en échange de la libération de James Cross.
Après que la police ait identifié la cache des Rose et de Simard à Saint-Luc, ces derniers sont interpellés un mois plus tard, le matin du 28 décembre, par les agents de la GRC et de la SQ. Cachés dans un tunnel qu'ils ont creusé sous la maison de Viger et aidés dans les négociations par le docteur Jacques Ferron (à la demande de Paul Rose), ils acceptent de rendre les armes avec pour seule condition la libération sous caution des détenus victimes de la Loi sur les mesures de guerre. La crise d'Octobre prend fin. Dans son livre Escarmouches, paru en 1975, Ferron se remémore les paroles de Paul Rose, qui s'adresse à lui après les négociations:   

« Nous faisons peut-être partie d’une génération perdue. Nous avons voulu accélérer l’histoire. Je crois que nous avons réussi. En tout cas, nous ne regrettons rien, même si comme vous, nous sommes en principe contre la violence. La violence qui a eu lieu, nous la prenons sur nous, nous en payerons la note. »

### Le procès et la prison

#### Le «procès du siècle»
Le procès de Paul Rose s'ouvre le 25 janvier 1971, un délai étonnamment court qui ne laisse presque pas de temps pour préparer sa défense. Rose doit d'ailleurs l'assurer lui-même car son avocat, Robert Lemieux, est toujours incarcéré depuis la promulgation de la Loi sur les mesures de guerre. Ce dernier comparera l'ambiance de la cour, un ancien quartier général de la police, à une cour martiale  et décrira le procès comme «une procédure délibérément bâclée» pour mettre des bâtons dans les roues des accusés. L'historien Jean-Philippe Warren souligne une série d'irrégularités dans le procès de Rose, notamment la sélection d'un membre du jury qui se disait ouvertement partial et la prise en compte d'une preuve incriminante sans vérification. De plus, le système de justice est à l'époque très investi par des proches et d'anciens militants du Parti libéral, dont certains sont juges durant les procès d'Octobre (notamment Roger Ouimet). Enfin, la couverture médiatique est extrêmement défavorable à Paul Rose, les journaux le qualifiant d'«assassin» avant même qu'une quelconque sentence soit prononcée.
Dans un tel contexte, l'avocat Lemieux tente de mettre fin aux procédures, invoquant un mistrial (un procès nul), sans succès. Pour ne rien arranger, Paul Rose, qui ne reconnaît pas la légitimité d'un tribunal qu'il considère «colonial», sera expulsé de la cour après plusieurs accrochages verbaux avec le juge Marcel Nichols. Il sera absent durant la majorité de son propre procès, une situation sans précédent dans l'histoire judiciaire canadienne. Warren inscrit l'attitude de Paul Rose dans la lignée des perspectives felquistes quant au système de justice:

« Cela fait maintenant près de dix ans que des felquistes se retrouvent devant les tribunaux. Ils ont depuis longtemps appris qu’ils ne peuvent rien attendre de bon de la justice québécoise. Leur attitude face à leurs juges en est une de combat. Comme ils ne disposent pas des moyens financiers ou juridiques du ministère de la Justice, et qu’ils ne peuvent donc rivaliser de front avec leurs accusateurs, ils cherchent à harceler le régime en transformant les salles d’audience en parlement populaire et en mettant en accusation ceux-là mêmes qui leur livrent une guerre juridique : les procureurs, les magistrats, le gouvernement. »

Le juge Nichols, dans son autobiographie Les empreintes du temps (Belle feuille, 2015), inscrit également cet esprit de contestation dans le sillon felquiste:

« La décision de Paul Rose d'assurer personnellement sa défense et la litanie de propos déplacés et outrageants pendant son procès s'inscrivaient dans ce plan diabolique proposé par [Pierre] Vallières. Les avertissements répétés que je lui adressais ne faisaient qu'entretenir sa verve et multiplier les occasions de politiser le procès sans se préoccuper des conséquences. »

Fidèle à cette tradition, Paul Rose transforme donc le tribunal en véritable tribune politique. Les médias, qui reprennent abondamment ses propos, qualifient l'affaire de «procès du siècle». Ces derniers qualifient d'«humour rose» l'ironie et le sarcasme que déploie l'accusé face au juge. Dans certains campus universitaires, la figure de Paul Rose remplace celles d'icônes révolutionnaires comme Che Guevara. Pour le sociologue Jacques Lazure, Rose est alors érigé en symbole: « Paul Rose symbolise à leurs yeux un porte-parole de cette contestation. Il devient leur contestataire pas substitution, par procuration. Il représente leur désir de changer la société québécoise ».
Le 13 mars 1971, après avoir déjà accumulé 38 mois de prison pour «outrage au tribunal», Paul Rose n'est pas en cour pour faire face à sa sentence: il est condamné à la prison à perpétuité pour le meurtre de Pierre Laporte. Durant les mois suivants, toute la cellule Chénier écope: Francis Simard est condamné à la prison à perpétuité en mai 1971, Bernard Lortie est condamné à 20 ans de prison en septembre 1972 et Jacques Rose est condamné à huit ans de prison pour complicité et séquestration en juillet 1973 (il fut acquitté des accusations de meurtre).
En 1978, une commission d'enquête mise sur pied par le gouvernement de René Lévesque et présidée par le juge Jean-François Duchaîne établit que Paul Rose n'était pas présent à la maison de la rue Armstrong lors de la mort de Pierre Laporte. Par solidarité avec ses camarades, Paul Rose n'a jamais voulu confirmer, ni infirmer ce fait et, comme les autres membres de la cellule Chénier, a toujours assumé une «responsabilité collective» dans la mort du vice-premier ministre du Québec.

#### Un second procès et douze années de prison
Après cette première condamnation, Paul Rose est incarcéré à la prison de Bordeaux, à Montréal. Il est placé en isolement dans la Dead Watch, une section qui servait autrefois à l'incarcération sous haute surveillance des condamnés à mort. En novembre, il est de nouveau condamné à la prison à perpétuité lors de son procès pour enlèvement. Il est une fois de plus expulsé de la cour car il a refusé de se lever à l'arrivée du juge. Paul Rose est ensuite transféré à la prison Saint-Vincent-de-Paul, où il reste en isolement vingt-trois heures sur vingt-quatre pendant près de deux ans. Malgré la sympathie des prisonniers, qui l'accueillent au cri de «Vive le FLQ!», cette période est difficile pour Rose:

« Je faisais comme si j'étais dans la coque d'un navire. Il y avait une fenêtre au plafond pour le garde, et je me disais que c'était le ciel. J'ai passé dans ce trou les moments les plus pénibles de ma vie. Sans le soutien des membres de ma famille, je ne serais jamais passé au travers. Ils ont tous souffert par ma faute. Ma sœur Claire avait onze ans quand elle a été arrêtée; on a mis le canon d'un revolver sur la tempe de ma mère. Et pourtant ma famille n'a jamais cessé de me soutenir pendant toutes ces années. »

Plus tard, en 1973, Rose est envoyé à la prison Archambault, une institution à sécurité maximale, où il est élu par ses codétenus à la tête d'un comité de détenus. Face à la popularité de Rose, qui se montre très efficace dans sa défense des prisonniers, les autorités décident de le renvoyer en isolement à Saint-Vincent-de-Paul. Signe de l'estime qu'on lui voue, cinq cent trente-huit détenus signent alors une pétition pour réclamer son retour à Archambault. En 1976, le Comité d'information sur les prisonniers politiques (CIPP) est  mis en place. Cet organisme, créé notamment à l'initiative du clan Rose et de Robert Lemieux, rédige une pétition et recueille cinquante mille signatures en faveur de Paul Rose et d'autres militants felquistes. D'éminentes personnalités québécoises s'impliqueront au CIPP, notamment le poète et chanteur Gilles Vigneault, le comédien Yvon Deschamps, le poète Gaston Miron, le syndicaliste Gérald Larose ou encore le cinéaste Pierre Perrault. Paul Rose ne sera toutefois de retour à Archambault qu'au printemps 1977.
Malgré le combat que mène le CIPP, Paul Rose ne demandera jamais le statut de prisonnier politique à proprement parler. Il réclame surtout d'être traité comme les autres détenus, estimant que le système pénal le traite différemment pour des motifs politiques. En 1978, il est transféré à la prison de Cowansville, un centre carcéral à sécurité moyenne situé dans les Cantons-de-l'Est. Il continue de s'impliquer pour la cause des détenus, réclamant de meilleures conditions carcérales , notamment par le biais de grèves, et les appuyant dans diverses démarches, notamment les libérations conditionnelles. Ces efforts permettent aux détenus d'obtenir une bibliothèque, des cours d'alphabétisation et parfois même des cours de niveau universitaire. Rose demande lui-même une libération conditionnelle de jour en 1977 et une libération conditionnelle totale en 1980. Les deux requêtes sont toutefois refusées pour des raisons qu'il estimera plus tard comme étant idéologiques. De son côté, la Commission des libérations conditionnelles estime qu'il ne regrette pas suffisamment ses gestes: 

« Sa perception des gestes qu’il a posés, il y a près de dix ans, demeure la même, son analyse est marquée de rationalisation et d’intellectualisation, son introspection est limitée par son approche “collective” et, finalement, il démontre une grande difficulté à assumer ses propres responsabilités en tant qu’individu. »

Mais Rose ne désespère pas, préférant se concentrer sur ses œuvres en prison: 

« J'aurais pu sortir plus tôt mais ça ne m'intéressait pas de ne sortir que physiquement. D'abord je me disais que le travail que je faisais avec les détenus était aussi important que tout ce que j'aurais pu faire au-dehors. Ce qui m'importait était de sortir de prison à mes propres conditions. »

En 1979, le CIPP lance une vaste campagne en faveur de la libération conditionnelle de Paul Rose. L'année suivante, ce dernier accorde une entrevue au journaliste Marc Laurendeau, dans le cadre de l'émission Télémag. Rose revient alors sur les évènements d'Octobre, sur son procès, ainsi que sur ses conditions de détention. Laurendeau, qui a fait son mémoire de maîtrise sur le FLQ, en fera mention dans son livre Les Québécois violents (Boréal, 1990). En 1980, lors du référendum, Paul Rose met sur pied un populaire comité pour le «Oui» à la prison de Cowansville (les détenus québécois viennent tout juste d'obtenir le droit de vote).
Paul Rose n'aura droit qu'à deux sorties lors de sa détention: la première pour assister à l'enterrement de son père en 1980 et l'autre pour assister aux funérailles de sa mère l'année suivante. Le refus des autorités carcérales de le laisser voir sa mère mourante, en 1981, fait scandale dans les médias. Dans La Presse, la journaliste Lysiane Gagnon s'indigne de la rigidité du système alors que la sécurité publique n'était pas en danger. La prison n'est toutefois pas que synonyme de malheur pour Paul Rose puisqu'il y rencontre sa future conjointe, Andrée Bergeron, qui est alors étudiante en criminologie. Après douze années passées derrière les barreaux, à la suite de plusieurs requêtes et des pressions de la part du public, Paul Rose est finalement libéré sous conditions en décembre 1982. Jusqu'à sa mort, il doit rencontrer son agent de probation tous les trois mois.

### Après la prison: encore et toujours l'engagement militant
À sa sortie de prison, Paul Rose s'implique, avec sa conjointe, dans divers projets visant à sortir les handicapés de leur isolement et à réinsérer d'ex-détenus sur le marché de l'emploi. Il s'éloigne de la sphère médiatique pendant quelques années, durant lesquelles il retourne notamment aux études. Fidèle aux aspirations qu'il exposait trois ans plus tôt devant le Comité des libérations conditionnelles, il  complète une maîtrise et plus tard un doctorat en développement régional à l'Université du Québec à Rimouski (UQAR), où il sera ensuite chargé de cours durant quelques années.
En 1987, il commence à collaborer au mensuel de gauche L'aut'journal. Pendant une vingtaine d'années, il tient une chronique culturelle et politique dans ce journal proche des milieux syndicaux. Toujours en 1987, Andrée Bergeron donne naissance à leur premier enfant, Félix, le 15 juillet. Félix Rose est aujourd'hui réalisateur. En 2020, il sort le documentaire Les Rose, dans lequel il revient sur l'expérience de sa famille durant la crise d'Octobre et retrace le parcours de son père.
À partir de l'été 1988, Paul Rose commence à s'impliquer à Confédération des syndicats nationaux (CSN), alors qu'il est embauché comme conseiller à la mobilisation. Le 19 avril 1990, à la naissance de Rosalie Rose, il devient père pour la seconde fois. Fort de son expérience syndicale, Paul Rose est élu vice-président du NPD-Québec en 1991. L'organisation, qui est l'un des ancêtres de Québec solidaire (QS), prend le nom de Parti de la démocratie socialiste (PDS) en 1995: Rose en assume la présidence de 1996 à 2002. Jocelyne Dupuis, cheffe du parti, n'aura que de bons mots pour lui, soulignant qu'il a permis d'attirer plusieurs jeunes au PDS même si son passé felquiste passe parfois mal auprès du grand public. Paul Rose sera également très actif dans l'unification des partis politiques de gauche au Québec.
Cet engagement politique ne se fait toutefois pas sans encombre. En 1994, il tente de se présenter dans la circonscription de Marie-Victorin mais se voit freiné par les contraintes légales que lui impose sa sentence à vie. Cette année-là, son frère Jacques, sa sœur Lise et le sculpteur Armand Vaillancourt se présentent également sous la bannière du PDS. En 1995, à l'occasion du second référendum et dans le cadre de ses fonctions au PDS, il parcourt le Québec dans un ancien autobus scolaire avec son frère Jacques afin de faire campagne pour le «Oui»: c'est la «Caravane pour la souveraineté populaire».
Lors de l’élection québécoise de 2012, Paul Rose milite pour le parti Québec solidaire (QS), dans la circonscription de Saint-Jérôme. Il agit comme conseiller auprès de Vincent Lemay-Thivierge, qui affronte Jacques Duchesneau, candidat vedette de la Coalition Avenir Québec (CAQ). Ce tournage donnera naissance au premier long métrage documentaire de Félix Rose, Avec la gauche. En février 2014, le film est présenté en première mondiale aux Rendez-vous du cinéma Québécois. Jusqu'à sa mort, Paul Rose reste un militant de gauche convaincu, se mobilisant notamment lors de la grève étudiante québécoise de 2012.

### Mort
Le 14 mars 2013, Paul Rose meurt d'un accident cardio-vasculaire à Montréal. Il avait 69 ans. Sa mort suscite de nombreuses réactions au Québec et à l'international, l'information étant notamment reprise par le journal français Le Monde ainsi que le New-York Times,. En première page du Devoir, le journaliste Jean-François Nadeau, après avoir souligné son parcours de vie et son engagement social, donne la parole à Rose:

« Je ne veux pas du pays à Parizeau. Je ne veux pas d’une souveraineté de business man. L’indépendance, c’est l’affaire de tous. Des pauvres, comme des riches. Il s’agit d’un projet de société visant le respect des travailleurs et la fin d’une économie froide et inhumaine. »

Peu de temps après la mort de l'ex-felquiste, Amir Khadir, député de Québec solidaire, propose une motion à l'Assemblée nationale pour lui rendre hommage. Khadir devra se rétracter, alors qu'il provoque un tollé dans l'arène politique et dans les médias, certains lui reprochant même de vouloir cautionner «l'utilisation de la violence à des fins politiques». À Ottawa, la Chambre des communes adopte à l'unanimité une motion réitérant « sa tolérance zéro envers toutes formes de terrorisme [et condamnant] toute tentative visant à glorifier un membre du FLQ ayant été reconnu coupable de telles activités criminelles».

## Publications de Paul Rose

### Recueils
- 1981 - Dossier Paul Rose, Montréal : Éditions du C.I.P.P., 244 p. [textes de Paul Rose et al., plaidoiries, entrevues, poèmes.]
- 1976 - Dossier sur les prisonniers politiques au Québec, Longueuil : Éditions du C.I.P.P., 71 p. (avec Robert Lemieux et Nicole Daignault)

### Articles
- 2010 - « Le plus grand des professeurs (Michel Chartrand) », L'aut' journal, numéro 289, mai.
- 2005 - « Chapeau les 34 de la United Aircraft ! », dans L'aut' journal, numéro 236, février.
- 2003 - « Pierre Bourgault, 1934-2003 », dans L'aut' journal, numéro 221, juillet.
- 2003 - « Ignez Mc Cormack : ouvrière, syndicaliste, féministe et protestante de l’Irlande du Nord », dans L'aut' journal, numéro 220, juin.
- 2002 - « Entrevue exclusive avec Gerry Adams. Processus de paix en crise en Irlande du Nord », dans L'aut' journal, numéro 215, décembre.
- 2002 - « Gilles Garand. Un patrimoine vivant », dans L'aut' journal, numéro 209, mai.
- 2002 - « Entrevue avec Bairbre de Brùn, ministre de l'Irlande du Nord », dans L'aut' journal, numéro 208, avril.
- 2001 - « La plate-forme de l’Union des forces progressistes », dans L'aut' journal, numéro 202, septembre.
- 2001 - « Jacques Larue-Langlois 1934-2001 », dans L'aut' journal, numéro 201, juillet. (avec Pierre Dubuc et Jean-Claude Germain)
- 2001 - « Réplique de Paul Rose à la députée provinciale de Mercier », dans L'aut' journal, numéro 201, juillet.
- 2001 - « La répression politique, d’hier à aujourd’hui », L'aut' journal, numéro 200, juin.
- 2001 - « L’esprit de Mercier », dans L'aut' journal, numéro 199, mai.
- 2001 - « Désunifoliez-vous ! La compilation Québec-Libre », dans L'aut' journal, numéro 198, avril.
- 2001 - « Un 15 février 1839 implosif », dans L'aut' journal, numéro 197, mars.
- 2000 - « L’Octobre noir de l’information », dans L'aut' journal, numéro 194, novembre.
- 2000 - « La folklorisation d’Octobre 70 », dans L'aut' journal, numéro 193, octobre.
- 2000 - « André « Dédé » Fortin », dans L'aut' journal, numéro 190, juin.
- 2000 - « Une campagne référendaire de trois mois. Pour un réel débat de fond », dans L'aut' journal, numéro 189, mai.
- 2000 - « 10 milliards $ pour combler le déficit social », dans L'aut' journal, numéro 188, avril.
- 2000 - « Le miroir aux alouettes. À propos de Sortie de secours de Jean-François Lisée », dans L'aut' journal, numéro 187, mars.
- 2000 - « Ce qui est clair, c'est qu'il faut organiser la résistance. Loi sur la clarté », dans L'aut' journal, numéro 186, février.
- 1999 - « Bombardier-town », dans L'aut' journal, numéro 185, décembre.
- 1999 - « Bombardier-town », dans L'aut' journal, numéro 184, novembre.
- 1999 - « Les mensonges politiques de la finance », dans L'aut' journal, numéro 183, octobre.
- 1999 - « Pour quelques milliards de dignité », dans L'aut' journal, numéro 182, septembre.
- 1999 - « La saga de la télé-ethnique québécoise. La spécificité ethnoculturelle québécoise en péril », dans L'aut' journal, numéro 177, mars.
- 1999 - « Pierre Vallières », dans L'aut' journal, numéro 176, février.
- 1998 - « Briser la glace! Le PDS et les élections », dans L'aut' journal, numéro 175, décembre.

### Préfaces
- 1982 - «Préface», dans Archambault Theatre Group, No Big Deal!, Toronto : Exile Éditions, 136 p. [traduit par David Homel.]
- 1979 - «Préface», dans Troupe de théâtre d'Archambault, Y'a rien là !, Montréal : VLB éditeur, 224 p.

### Mémoires et thèses
- La petite production indépendante, sa pérennité et son dépassement dans le capitalisme périphérique de l'est du Québec, thèse de doctorat en sociologie, Université du Québec à Montréal (UQAM), 1997. (lire en ligne)
- La petite production indépendante à la lumière des luttes populaires et des expériences communautaires de développement en milieu rural périphérique de l'Est du Québec, mémoire présenté en vue de l'obtention de la maîtrise en Développement régional, Université du Québec à Rimouski (UQAR), 1987. (lire en ligne)

## Publications sur Paul Rose
- En 2020, son fils, Félix Rose, réalise un documentaire intitulé Les Rose[83], qui présente la famille Rose dans le contexte social de l'époque des années 1950 à 1970 et revient sur le rôle de Paul Rose et de son frère Jacques dans la crise d'Octobre 1970.
- Dossier Paul Rose, Montréal, Éditions du C.I.P.P. (Comité d'information sur la prisonniers politiques, 1981. (lire en ligne)
- Robert Lemieux, Paul Rose et Nicole Daignault, Dossier sur les prisonniers politiques au Québec, Montréal, Éditions du C.I.P.P. (Comité d'information sur la prisonniers politiques, 1976. (notice BAnQ)